# Paul Brickhill
Paul Chester Jerome Brickhill (20 de diciembre de 1916 – 23 de abril de 1991) fue un escritor australiano, cuyos libros sobre la Segunda Guerra Mundial fueron llevados al cine con gran éxito. 

## Biografía
Brickhill nació en Melbourne, Victoria y cursó sus estudios secundarios en North Sydney Boys High School. Una vez recibido, comenzó a trabajar como periodista.
Durante la guerra se unió a la Royal Australian Air Force (RAAF). Como parte del Commonwealth Air Training Plan, Brickhill recibió un entrenamiento avanzado como piloto de guerra en Canadá y el Reino Unido; luego, fue asignado al No. 92 Squadron RAF, una unidad de Spitfire de la Desert Air Force. En 1943, su avión fue derribado cuando sobrevolaba Túnez, por lo que se convirtió en un prisionero de guerra. 
En su época de prisionero en el Stalag Luft III, en Alemania, Brickhill colaboró en la planificación del famoso "Gran Escape". No participó en la construcción del túnel ni en el escape mismo, debido a su claustrofobia. 
Después de la guerra, Brickhill escribió el primer relato formal del escape en el libro The Great Escape (1950), colocando el incidente bajo la atención pública. Escribiría dos superventas más sobre la guerra: The Dam Busters, la historia de la Operation Chastise y de la destrucción de diques en el valle del río Ruhr por parte de la No. 617 Squadron RAF, y Reach for the Sky, la historia de la Batalla de Gran Bretaña y Douglas Bader.

## Lista de obras
- Escape to Danger (con Conrad Norton). Londres: Faber and Faber, 1946.
- The Great Escape. Nueva York: Norton, 1950.
- The Dam Busters. Londres: Evans, 1951.
- Escape – Or Die: Authentic Stories of the R.A.F. Escaping Society. Londres: Evans, 1952.
- Reach for the Sky: The Story of Douglas Bader DSO, DFC. Londres: Collins, 1954.
- The Deadline. Londres: Collins, 1962.
- Three Great Air Stories. Londres: Collins, 1970.

## Adaptaciones cinematográficas
Tres libros de Brickhill fueron llevados al cine: The Dam Busters (1955), Reach for the Sky (1956) y la aclamada The Great Escape (1963), un clásico del cine bélico y de aventuras dirigido por John Sturges.